# La Hoya
La Hoya è un comune spagnolo di 19 abitanti situato nella comunità autonoma di Castiglia e León.

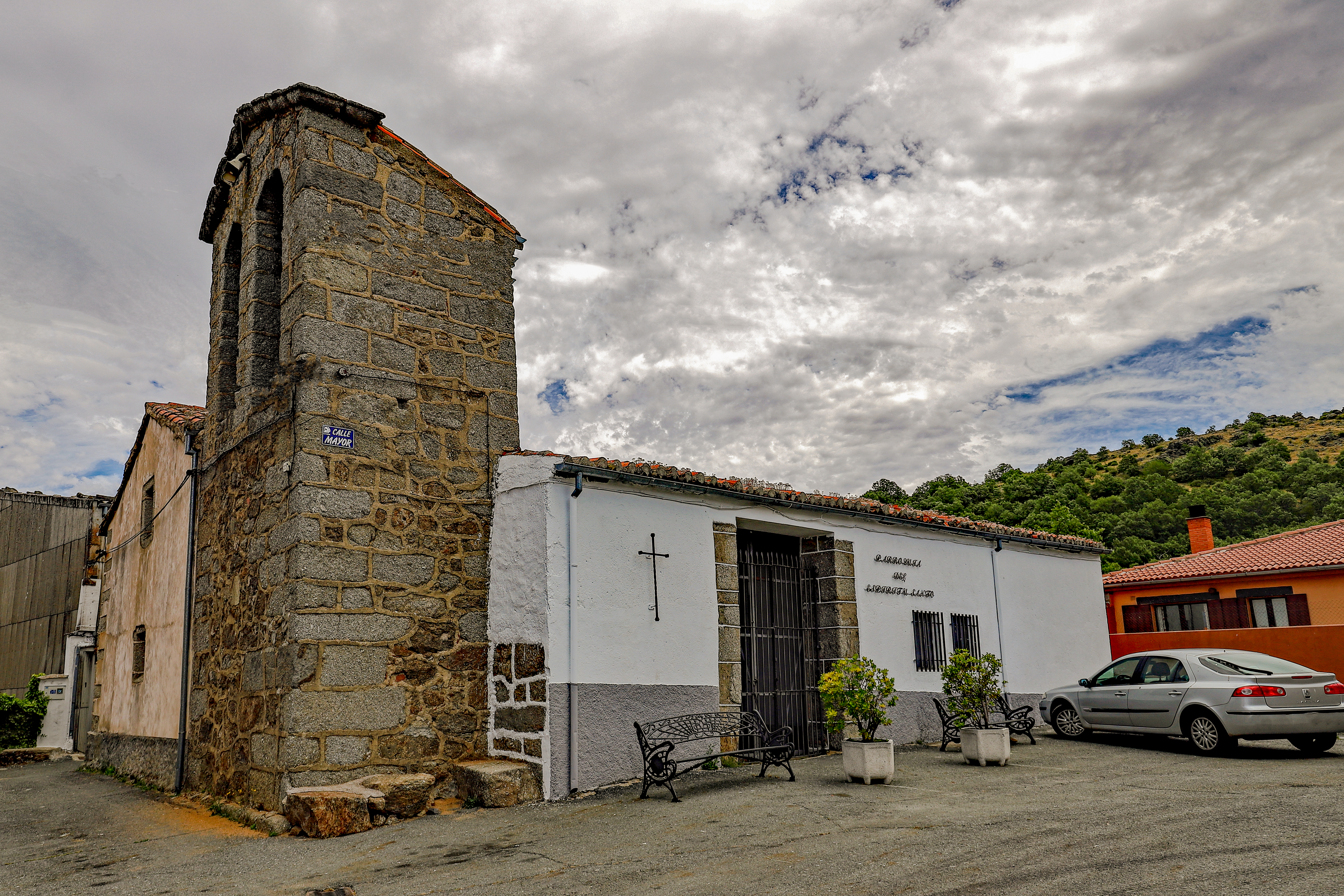
Chiesa parrocchiale dello Spirito Santo